# Petlurowcy
Petlurowcy – zwolennicy polityki atamana Symona Petlury, działający zarówno w Polsce, jak i wśród emigracji na Zachodzie. Było to również popularne określenie zwolenników rządu Ukraińskiej Republiki Ludowej.
Uczestniczyli m.in. w pracach Ukraińskiego Komitetu Narodowego, Ukraińskiej Rady Narodowej, jak i rządu Ukraińskiej Republiki Ludowej na Emigracji.